# 达拉斯—沃斯堡影评人协会
达拉斯—沃斯堡影评人协会（英語：Dallas–Fort Worth Film Critics Association）是美国南部达拉斯—沃斯堡大都会区的一个影评人协会，1990年建立，每年12月它会评选出优秀电影，并且授奖。

## 分类
其奖项主要有：
- 最佳男主角
- 最佳女主角
- 最佳摄影
- 最佳导演
- 最佳纪录片
- 最佳影片
- 年度十大电影
- 最佳外语片
- 最佳编剧（2005年至今）
- 最佳男配角
- 最佳女配角
- 拉塞尔·史密斯奖

## 多奖得主
| 多奖     | 作品                 | 奖项                                                   | 年   | 备注  |
| -------- | -------------------- | ------------------------------------------------------ | ---- | ----- |
| 五奖得主 | 《林肯》             | 最佳影片、最佳男主角、最佳男配角、最佳女配角、最佳音乐 | 2012 |       |
| 五奖得主 | 《继承大丈夫》       | 最佳影片、最佳男主角、最佳女配角、最佳导演、最佳剧本   | 2011 |       |
| 四奖得主 | 《在云端》           | 最佳影片、最佳导演、最佳男主角、最佳剧本               | 2009 |       |
| 四奖得主 | 《断背山》           | 最佳影片、最佳导演、最佳改编剧本、佳摄影               | 2005 |       |
| 四奖得主 | 《酒佬日记》         | 最佳男主角、最佳男配角、最佳女配角、最佳改编剧本       | 2004 |       |
| 四奖得主 | 《离开拉斯维加斯》   | 最佳影片、最佳男主角、最佳女主角、最佳导演             | 1995 |       |
| 三奖得主 | 《为奴十二年》       | 最佳影片、最佳剧本、最佳女配角                         | 2013 |       |
| 三奖得主 | 《地心引力》         | 最佳导演、最佳摄影、最佳音乐                           | 2013 |       |
| 三奖得主 | 《00:30凌晨密令》    | 最佳女主角、最佳导演、最佳剧本                         | 2012 |       |
| 三奖得主 | 《社交网战》         | 最佳影片、最佳导演、最佳剧本                           | 2010 | [ 1 ] |
| 三奖得主 | 《老无所依》         | 最佳影片、最佳导演、最佳男配角                         | 2007 | [ 2 ] |
| 三奖得主 | 《指环王：王者归来》 | 最佳影片、最佳导演、最佳摄影                           | 2003 |       |
| 三奖得主 | 《美丽心灵》         | 最佳影片、最佳导演、最佳男主角                         | 2001 |       |
| 三奖得主 | 《美国心玫瑰情》     | 最佳影片、最佳导演、最佳男主角                         | 1999 |       |
| 三奖得主 | 《辛德勒的名单》     | 最佳影片、最佳导演、最佳男配角                         | 1993 |       |
| 二奖得主 | 《达拉斯买家俱乐部》 | 最佳男主角、最佳男配角                                 | 2013 |       |
| 二奖得主 | 《127小时》          | 最佳男主角、最佳摄影                                   | 2010 |       |
| 二奖得主 | 《燃燒鬥魂》         | 最佳男配角、最佳女配角                                 | 2010 |       |
| 二奖得主 | 《黑暗骑士》         | 最佳摄影、最佳男配角                                   | 2008 |       |
| 二奖得主 | 《贫民百万富翁》     | 最佳导演、最佳影片                                     | 2008 | [ 3 ] |
| 二奖得主 | 《柯波帝：冷血告白》 | 最佳男主角、最佳女配角                                 | 2005 |       |
| 二奖得主 | 《百万宝贝》         | 最佳影片、最佳女主角                                   | 2004 |       |
| 二奖得主 | 《关于施密特》       | 最佳男主角、最佳女配角                                 | 2002 |       |
| 二奖得主 | 《天上人间》         | 最佳女主角、最佳摄影                                   | 2002 |       |
| 二奖得主 | 《意外边缘》         | 最佳女主角、最佳女配角                                 | 2001 |       |
| 二奖得主 | 《臥虎藏龍》         | 最佳外语片、最佳摄影                                   | 2000 |       |
| 二奖得主 | 《诚信无价》         | 最佳女主角、拉塞尔·史密斯奖                            | 2000 |       |
| 二奖得主 | 《毒品网络》         | 最佳影片、最佳导演                                     | 2000 |       |
| 二奖得主 | 《鸽之翼》           | 最佳女主角、最佳女配角                                 | 1997 |       |